# Roberto Canella
Roberto Canella Suárez (Laviana, 7 februari 1988) is een Spaans voetballer die bij voorkeur in de verdediging speelt. Hij stroomde in 2006 door vanuit de jeugdopleiding van Sporting Gijón.

## Clubvoetbal
Canella begon met voetballen bij het Asturische ACD Alcava in 1995. In 1999 werd hij opgenomen in de jeugdopleiding van Sporting Gijón, waarvoor hij in 2006 debuteerde in het eerste elftal.

## Nationaal elftal
Canella won in juli 2006 met het Spaans elftal het EK Onder-19 in Polen. Op het EK bereikte Spanje de finale door in de groepsfase Turkije (5-3), Schotland (4-0) en Portugal (1-1) achter zich te houden en in de halve finale van Oostenrijk te winnen (5-0). In de finale werd met 2-1 gewonnen van Schotland, door twee doelpunten van Alberto Bueno. Canella was basisspeler op dit toernooi. In 2007 nam hij deel aan het WK Onder-20 in Canada.
1 Cuéllar ·
2 Douglas ·
3 Babin · 
4 Meré ·
5 Amorebieta ·
6 Álvarez ·
7 Rodríguez ·
8 Traoré ·
9 Castro ·
10 Cases ·
11 Lora  ·
13 Mariño ·
14 Burgui · 
15 Canella ·
16 Lillo ·
17 Afif ·
18 López ·
19 Carmona ·
20 Ndi ·
21 Torres ·
23 Gómez · 
24 Čop · 
25 Viguera · 
26 Fernández · 
27 Díaz · 
28 Santos · 
29 Rodríguez · 
30 Whalley · 
31 Rubén · 
33 Salvador · 
Coach: Rubi